# Shiny and Oh So Bright, Vol. 1 / LP: No Past. No Future. No Sun.
| Recensione    | Giudizio |
| ------------- | -------- |
| AllMusic      | [ 1 ]    |
| NME           | [ 2 ]    |
| Rolling Stone | [ 3 ]    |

Shiny and Oh So Bright, Vol. 1 / LP: No Past. No Future. No Sun. è il decimo album in studio del gruppo alternative rock statunitense The Smashing Pumpkins, pubblicato nel 2018 dalla Napalm Records.Si tratta del primo album pubblicato dalla band dopo la reunion di 3 dei 4 membri originali.    

## Il disco
Ai primi di febbraio 2018 è stato annunciato che i membri originali James Iha e Jimmy Chamberlin si erano riuniti alla band, per la prima volta dall'album Machina II/The Friends and Enemies of Modern Music del 2000. Assente dalla reunion D'arcy Wretzky, non senza polemiche sulla sua esclusione. Il gruppo ha iniziato a registrare nuovo materiale nello stesso mese con il produttore Rick Rubin, con il quale avevano già lavorato nelle sessioni di Adore. Inizialmente gli otto brani dovevano essere pubblicati in due EP di quattro brani ciascuno, ma in seguito a settembre 2018 hanno deciso di pubblicarli in un album, il primo della serie Shiny and Oh So Bright.

## Tracce
Testi e musiche di Billy Corgan, eccetto dove indicato.
1. Knights of Malta – 4:37
2. Silvery Sometimes (Ghosts) – 3:30
3. Travels – 5:23
4. Solara – 4:22
5. Alienation – 5:01
6. Marchin' On – 2:39
7. With Sympathy – 3:30 (Corgan, Chamberlin)
8. Seek and You Shall Destroy – 2:45

## Formazione
The Smashing Pumpkins
- Billy Corgan – voce, chitarra
- James Iha – chitarra, basso
- Jeff Schroeder – chitarra, tastiere
- Jimmy Chamberlin – batteria

Tecnici
- Rick Rubin – produzione
- Dana Nielsen – missaggio, registrazione

## Classifiche
| Classifica (2018)                    | Posizione Massima |
| ------------------------------------ | ----------------- |
| Stati Uniti (Top Alternative Albums) | 8                 |
| Stati Uniti (Billboard 200)          | 54                |
| Regno Unito (OCC)                    | 43                |
| Regno Unito (OCC Independent Albums) | 3                 |
| Italia (Album)                       | 25                |